# كازا ستريت (مسلسل)
كازا ستريت هو مسلسل درامي مغربي من إخراج محمد علي المجبود ومن تأليف رشيد حمان سنة 2023، وبطولة كل من سلمى كمال، أكرم سهيل، عمر أصيل، ربيع الصقلي، وداد إلما، مريم الزعيمي، أنس بسبوسي، وغيرهم. إنطلق عرض المسلسل بتاريخ 25 يناير 2023 على منصة شاهد. يعالج المسلسل ظاهرة أطفال الشوارع الذين يعيشون بين أزقة العاصمة الاقتصادية الدار البيضاء، حيث يغوص في قضاياهم وعالمهم من زاوية أخرى، في قالب درامي اجتماعي لا يخلو من التشويق.
يعتبر المسلسل أول أعمال شاهد الأصلية في المغرب.

## قصة المسلسل
يحكي المسلسل قصة نسيم وبدر وحمزة، ثلاثة أطفال فقراء من شوارع الدار البيضاء جمعهم القدر في ظروف خاصة بعد اكتشافهم حقيبة مليئة بالمال تخفي سرًا كبيرًا قد يتسبب في قلب حياة أحد أكبر شخصيات المدينة رأسا على عقب، ويجعله يعيش الجحيم في حالة اكتشافه، فينطلقون في مغامرة من الخطر والخوف والفرح والعاطفة، بين شوارع المدينة.

## طاقم التمثيل

### أدوار رئيسية
| الممثل       | الدور |
| ------------ | ----- |
| سلمى كمال    | نسيم  |
| أكرم سهيل    | بدر   |
| عمر أصيل     | حمزة  |
| ربيع الصقلي  | شرغو  |
| وداد إلما    | غيثة  |
| مريم الزعيمي | شيماء |
| أنس بسبوسي   | حميد  |

### أدوار ثانوية
- رضا العلوي
- كوثر بودراجة
- عبد السلام البوحسيني
- مراد حميمو
- عبد الإله بسبوسي
- مالك أخميس
- نبيل عاطف
- فاتي جمالي
- فاطمة هراندي
- عصام بوعلي

## نجاح المسلسل
نجح المسلسل نجاحًا منقطع النظير منذ عرض أول حلقتين منه، فوفق الإحصائيات المعروضة عبر منصة شاهد فإن المسلسل، المكون من 8 حلقات، احتل المرتبة الأولى كأكثر عمل مشاهدة عبر تطبيق العرض في المغرب، متفوقًا على مجموعة من الأعمال العربية الشهيرة.

## وصلات خارجية
- كازا ستريت على موقع IMDb (الإنجليزية)
- كازا ستريت على موقع قاعدة بيانات الأفلام العربية
- كازا ستريت على موقع قاعدة بيانات الفيلم (الإنجليزية)